# K&L 게이츠
케이 앤드 엘 게이츠(K&L Gates)는 미국 뉴욕을 거점으로 2000여 명의 소속 변호사, 전 세계 41개 사무소를 갖춘 대형 로펌이다. 1883년 워싱턴주 시애틀에서 설립됐으며 빌 게이츠(Bill Gates Jr.) 마이크로소프트 창업자의 아버지인 빌 게이츠 시니어(Bill Gates Sr.) 변호사가 이 로펌의 주축 변호사였다.

## 참고 문헌
- 동아일보 2012-03-14 시장조사차 방한 美로펌 ‘K&L Gates’ 케일리스 회장